# Exechopalpus rufifemur
Exechopalpus rufifemur là một loài ruồi trong họ Tachinidae.